# Randbøl-stenen
Randbøl-stenen er en runesten, fundet på Randbøl Hede i 1874, da en stenhugger kløvede en stor sten, der lå halvt nedsunket på en sandbanke. Da han fik stykkerne op af hullet, opdagede han, at der var skrift på undersiden og indberettede sagen til Vejle amtshus. Runestenen blev undersøgt 6/5 1875 af Wimmer og Engelhardt. Da lå stenen omtrent midt på højen med indskriften nedad, til dels dækket med grus og sand. Under stenen var en grav, som var blevet udgravet af lodsejeren, der kun havde fundet nogle ben og en del håndstene "hist og her i nærheden af graven". De har muligvis ligget over den. Der fandtes flere ben, ellers intet. Benene ser ud til at stamme fra et ca. 30-årigt individ, antagelig en kvinde. Stenen blev sprængt i flere stykker, hvoraf nogle af de runeløse blev brugt til vejpæle og de resterende sat sammen igen med cement. Stenen er flere gange blevet restaureret, i 1982-83 blev stenen taget ned for at gennemgå en grundig konservering, derefter blev de 10 brudstykker samlet. Stenen blev genopstillet 1984, forsynet med en ny arkitekttegnet betonsokkel, der klart viser, hvad der er oprindeligt, og hvad der er nyt. Den er opstillet på sin oprindelige plads.

## Indskrift
| Translitteration | tufi : bruti : risþi : stin : þansi : aft : lika : brutia : þiR : stafaR : munu : þurkuni : miuk : liki : lifa : |
| Transskription   | Tōfi Bryti rēsþi stēn þannsi æft līka brytia. ÞēR stafaR munu Þōrgunni miǫk længi lifa.                          |
| Oversættelse     | Tue Bryde rejste denne sten efter brydens hustru. Disse stave vil leve meget længe for Thorgunn.                 |

Indskriften er ordnet i parallelordning og læses nedefra og op. Det midterste tekstbånd læses først, dernæst venstre og til sidst højre. Titlen bryde kan oversættes med 'forvalter'.